# Emily Bindiger
Emily Bindiger (née le 10 mai 1955 à Brooklyn, New York, É.-U.) est une actrice et chanteuse américaine, faisant partie du groupe a cappella The Accidentals.

## Biographie
Emily Bindiger a enregistré pour des bandes originales de films comme (The Stepford Wives), (On ne vit qu'une fois), Coups de feu sur Broadway (Bullets Over Broadway), Tout le monde dit I love you (Everyone Says I Love You), Donnie Brasco, Le Grand Saut (The Hudsucker Proxy), Michael Collins, et The Tune. Parmi ses autres contributions, Emily Bindiger a réalisé des chansons pour des sketches à la télévision, en particulier pour les émissions Live with Regis and Kathie Lee, Late Night with Conan O'Brien et Le Drew Carey Show.
Emily Bindiger a chanté et/ou enregistré avec des artistes comme Leonard Cohen, Buster Poindexter, Oscar Brand, Neil Sedaka, Ben Vereen, Black 47, Deb Lyons, Laurie Beechman, Christine Lavin, Yuri Kasahara et Patti Austin. Bindiger a également joué le rôle de Fran dans la série pour enfants des années 1970 et 1980 The Great Space Coaster, où elle interprêtait aussi des chansons.
Elle a enregistré avec la compositrice japonaise Yoko Kanno pour la bande originale de Cowboy Bebop, interprétant les chansons Adieu et Flying Teapot. Plus récemment, Emily Bindiger a enregistré avec la compositrice Yuki Kajiura quelques chansons pour la série télévisée d'animation .hack//SIGN, El cazador de la bruja, Pandora Hearts (titre de la musique: everytime you kissed me) et pour l'album solo de Kajiura Fiction.

## Filmographie

### Cinéma
1996 : Tout le monde dit I love you (Everyone Says I Love You) : Helen Miles

### Télévision
- 1974 : Nicky's World (Téléfilm) : Helen
- 1979 : Sooner or Later (Téléfilm) : Une membre du Skye Band
- 1981 : The Great Space Coaster (Série TV) : Francine
- 1992 : The Tune (Série TV) : Dot (Voix)
- 2007 : As the World Turns (Série TV) : Caroler

## Discographie
1972 : Emily (LP French Pathé Marconi – 2C 064-11.896) : Singing and composing